# Lijst van heren van Steenbergen
Hieronder zijn weergegeven de heren van Steenbergen.
Tot 1290 behoorde Steenbergen tot het Land van Breda. In 1590 werd deze heerlijkheid gesplitst in drie delen: Breda, Bergen op Zoom en Steenbergen. De grensafbakening tussen Bergen op Zoom en Steenbergen bleek lastig vast te stellen, waardoor de heerlijkheid Steenbergen zowel kwam te ressorteren onder de heer van Breda als de heer van Bergen op Zoom. In 1458 kwam aan die tweedeling een einde. Toen kwam de heerlijkheid Steenbergen uitsluitend onder de heer van Breda. Daaraan kwam in 1795 een einde.
In de periode 1290-1795 ressorteerden stad en land van Steenbergen onder de volgende heren:
- 1290 - 1294: Jan I van Brabant
- 1294 - 1312: Jan II van Brabant
- 1312 - 1355: Jan III van Brabant
- 1339 - 1342: Jan I van Polanen
- 1339 - 1350: Jan II van Polanen
- 1339 - 1353: Willem van Duivenvoorde
- 1350 - 1378: Jan II van Polanen
- 1378 - 1394: Jan III van Polanen
- 1403 - 1442: Engelbrecht I van Nassau-Siegen
- 1442 - 1475: Jan IV van Nassau
- 1475 - 1504: Engelbrecht II van Nassau
- 1504 - 1538: Hendrik III van Nassau-Breda
- 1538 - 1544: René van Chalon
- 1545 - 1581: Willem I van Oranje-Nassau
- 1581 - 1618: Filips Willem van Oranje
- 1618 - 1625: Maurits van Oranje-Nassau
- 1625 - 1647: Frederik Hendrik van Oranje
- 1647 - 1650: Willem II van Oranje-Nassau
- 1650 - 1702: Willem III van Oranje-Nassau
- 1702 - 1711: Johan Willem Friso van Nassau-Dietz
- 1711 - 1751: Willem IV van Oranje-Nassau
- 1751 - 1795: Willem V van Oranje-Nassau